# Hennadi Zajarchenko
Hennadi Zajarchenko –en ucraniano, Геннадій Захарченко– (26 de marzo de 1976) es un deportista ucraniano que compitió en remo. Ganó una medalla de oro en el Campeonato Europeo de Remo de 2009, en la prueba de cuatro scull.

## Palmarés internacional
| Campeonato Europeo | Campeonato Europeo  | Campeonato Europeo | Campeonato Europeo |
| Año                | Lugar               | Medalla            | Prueba             |
| ------------------ | ------------------- | ------------------ | ------------------ |
| 2009               | Brest (Bielorrusia) | Medalla de oro     | Cuatro scull       |